# 崔峒
崔峒（？—？），一名崔洞，唐代诗人，博陵安平人，崔行功曾孙。大历十才子之一。

## 生平
生卒年皆不詳。《新唐书·卢纶传》仅提到崔峒官至右补阙。根据《唐诗纪事》卷三十，崔峒考中进士后历任拾遗、集贤学士，最终担任州刺史或玄武令。
根据卢纶的《客舍喜崔补阙司空拾遗访宿》诗作，崔峒担任补阙一职大致应在大历年间，同时戴叔伦的《送崔拾遗峒江淮访图书》也表明他曾赴江淮一带搜求图书。
建中或貞元年間，崔峒被被貶爲潞州功曹參軍。

## 文学成就
高仲武在《中兴间气集》中评价崔峒的诗文风清雅，文辞优美，如“清磬渡山翠，闲云来竹房”、“流水声中视公事，寒山影里见人家”等句尤为佳作。他的诗被评为“披沙拣金，往往见宝”。与卢纶、耿湋、司空曙、王烈等人有诗文唱和。
《全唐詩》存其诗一卷。